# 南果歩
南 果歩（みなみ かほ、1964年1月20日 - ）は、兵庫県尼崎市出身の俳優。Shanties所属。

## 来歴
尼崎市立尼崎高等学校を経て桐朋学園大学短期大学部を卒業。
短大在学中の1984年に映画『伽耶子のために』のヒロイン役オーディションに応募、2200人の中から選ばれ、主役で映画デビュー。
桐朋学園短期大学は在学中の芸能活動を禁止していたが、規約改正第1号となり、映画出演を果たす。
短大卒業後1985年にはテレビ小説（TBS系列の昼ドラ）『五度半さん』のヒロイン役でテレビドラマに進出する。さらに1986年9月には坂東玉三郎演出の『ロミオとジュリエット』のジュリエット役をオーディションでつかみ、初舞台を踏む。
以後、映画、テレビ、舞台と女優業を中心に活躍する。特に1989年には『夢見通りの人々』等の映画での助演に対して助演女優賞が贈られている。1991年、ミロス・フォアマン監督の新作映画におけるオーディションに最終選考まで残ったことがある。
私生活では1995年にミュージシャン・作家の辻仁成と結婚。1男をもうけたが、2000年3月に離婚。2003年1月にテレビ東京の2時間ドラマ『異端の夏』で共演した俳優の渡辺謙と2005年12月3日に2度目の結婚をしたものの2018年5月17日に離婚。現在は独身である。
所属事務所の変遷は現代制作舎、ユマニテなどを経て、2009年4月よりエス・エス・エム（2011年4月より同社の吸収合併に伴い、よしもとクリエイティブ・エージェンシー）に所属後、2012年12月よりホリ・エージェンシーに移籍。2020年2月よりホリ・エージェンシーとは業務提携を結び、個人事務所のShantiesでの活動を開始。
2015年11月より出身地である兵庫県尼崎市の「尼崎市PR大使」を務める。
海外作品にも進出し、2015年にはCraig Shimahara監督の『MASTERLESS』でアメリカ映画に初出演。デンマーク人監督ダニエルデンシックの映画『MISS OSAKA』、フィリピン人間監督ブリランテ・メンドーサの映画『GENSEN PUNCH』の公開が予定されている。2021年、アメリカのApple TV＋ドラマ『PACHINKO』にオーデションでメインキャストに選ばれた。
2016年から2018年にかけては人生の大きな転機だった。ふと思い立って受診した人間ドックをきっかけに乳がんステージ1が見つかり、手術と再発防止のための抗がん剤・放射線治療を受けた。副作用に苦しんだこともあり、セカンドオピニオンや主治医との相談を経て治療打ち切りを決め、加圧トレーニングや身体を温める食事による養生に切り替えた。手術は2016年3月11日で、その後も乳がん検診を啓発するためピンクリボン運動等に積極的に参加している。
続いて、夫の不倫問題が週刊誌で報道され、不眠や食欲不振、言葉や感情が出なくなるといった症状が出て、2017年春に重度の鬱病と診断された。だが病名が診断されたことで「病気なら治るはず」と考え、一人息子が留学している米国サンフランシスコに渡って、語学学校に通いながら、寝つきが悪くても朝起きて登校する、少量でも三食摂るといった生活の基礎を心掛け、それが転地療養となった。その後、前述のように渡辺謙と離婚したが、これらについて、他人に助言は求めつつも、「自分の感覚を信じて決断した」と回想している。
2018年からはバンド「Nicochans（ニコチャンズ）」でボーカルを務めるなど音楽活動にも力を入れている。
2022年2月4日、業務提携していたホリ・エージェンシーから独立したことを報告。

## 人物
- 在日コリアン3世であり[12]、本貫は英陽南氏[14]。2007年1月11日放送のNHK総合のトーク番組『スタジオパークからこんにちは』内で自身が在日3世であることを告白した[15]。その後、エッセイにもそのことを記載している。
- 2012年12月24日放送のNHK総合のドキュメンタリー番組『ファミリーヒストリー』では一族が取り上げられた。母方の祖父は韓国慶尚北道出身で両班の家系、さらに遡ると唐の役人であったと称している（南敏、英陽南氏）。祖父は韓国では漢文を教えていたが、家族を養うために武具職人として1937年に和歌山市に移住。1940年に家族を呼び寄せ、京都市に転居し、第二次世界大戦終戦後に尼崎市へ転居し、1981年に死去。祖父の意思により、祖父母共に韓国に埋葬された。
- 2011年の東日本大震災（2011年）や熊本地震（2016年）の被災地へ絵本読み聞かせに訪れている。
- 瀬戸内寂聴と親交があった[16]。

## 出演

### 映画
- 伽耶子のために（1984年） - 松本伽耶子 役
- 幕末青春グラフィティ Ronin 坂本竜馬（1986年） - トヨ 役
- 漂流教室（1987年） - 久和みどり 役
- 恋子の毎日（1988年） - 山川加代 役
- 日本殉情伝 おかしなふたり ものくるほしきひとびとの群（1988年） - 室田夕子 役
- TOMORROW 明日（1988年） - ヤエ 役
- せんせい（1989年） - 桜井桃子 役
- 226（1989年） - 安藤房子 役
- 螢（1989年） - 麻子 役
- 夢見通りの人々（1989年） - 野口光子 役
- 帝都大戦 (1989年） - 辰宮雪子 役
- さよなら、こんにちわ（1990年） - 主演・室井美加 役
- シャイなあんちくしょう（1991年） - 高塚真理子 役
- 首領になった男（1991年） - 山崎紀世恵 役
- 私を抱いてそしてキスして（1992年） - 津島美幸 役
- クレープ（1993年） - 可葉子 役
- 我が人生最悪の時（1994年） - 王百蘭 役
- エンジェル・ダスト（1994年） - 須磨節子 役
- ルビーフルーツ（1995年） - 松永まい子 役
- 天使のわけまえ（1995年） - ミンコ 役
- OPEN HOUSE（1997年） - ユイコ 役
- 不機嫌な果実（1997年） - 主演・水越麻也子 役
- OL忠臣蔵（1997年） - 朝吹希里子 役
- おもちゃ（1999年） - 照蝶 役
- それいけ!アンパンマン 人魚姫のなみだ（2000年） - サニー姫（声の出演） 役
- ゴジラ・モスラ・キングギドラ 大怪獣総攻撃（2001年） - 江森久美 役[3]
- 笑う蛙（2002年） - 本吉貴子 役
- 花（2002年） - 医師 役
- 白い犬とワルツを（2004年） - 梅本由恵 役
- eiko〈エイコ〉（2004年） - アンケートの女 役
- 感染（2004年） - 塩崎君江 役
- 千の風になって（2004年） - 谷畑葉子 役
- HAZAN（2004年） - 板谷まる 役
- お父さんのバックドロップ（2005年） - 金本英恵 役
- 空を飛んだオッチ（2005年） - 陽子 役
- ニライカナイからの手紙（2005年） - 安里昌美 役
- 妖怪大戦争（2005年） - 稲生陽子 役
- 呉清源〜極みの棋譜〜（2006年） - 長岡良子 役
- いちばんきれいな水（2006年）
- 夜のピクニック（2006年） - 貴子の母親 役
- おばちゃんチップス（2007年） - 家弓美保 役
- ジーン・ワルツ（2010年） - 荒木浩子 役
- ゲゲゲの女房（2010年） - 武良琴江 役
- 家族X（2010年、2011年9月公開） - 橋本路子（主演） 役
- 海炭市叙景（2010年） - 比嘉春代 役
- 阪急電車 片道15分の奇跡（2011年） - 伊藤康江 役
- わが母の記（2012年4月28日） - 伊上桑子 役
- サクラサク（2014年）
- MASTERLESS（2015年）
- さよなら歌舞伎町（2015年） - 鈴木里美(柏木桐子) 役
- ズタボロ（2015年） - 良子 役
- 葛城事件（2016年） - 葛城伸子 役[17]
- 光（2017年） - 小野 役[18]
- オー・ルーシー!（2018年） - 綾子 役
- 21世紀の女の子 (2019年)
- そして、生きる (2019年)
- ブルーアワーにぶっ飛ばす (2019年)
- 脳天パラダイス (2020年)
- MISS OSAKA ミス・オオサカ (2020年) - ママさん 役
- 映画 おそ松さん（2022年）
- 義足のボクサー　GENSAN PUNCH（2022年）
- 君の忘れ方（2025年） - 洋子 役[19]
- ら・かんぱねら（2025年） - 徳田奈々子 役
- 長崎-閃光の影で-（2025年） - 南原令子 役[20]
- ルール・オブ・リビング 〜“わたし”の生き方・再起動〜-（2025年公開予定） - 主演・美久子 役[21]

### テレビドラマ
- テレビ小説[注釈 1] 五度半さん（1985年4月1日 - 6月28日、TBS）
- 3年B組金八先生スペシャル4～6（1985年-1987年、TBS） - 森村 役
- 親子ゲーム（1986年6月7日 - 8月16日、TBS） - 百合 役
- 水曜ドラマスペシャル「遺言を頼まれた女」（1987年、TBS）
- 愛人マンション（1987年、TBS）
- 橋の上においでよ（1987年10月31日、NHK総合）
- アメリカ勤務を命ず（1987年12月4日、NHK総合）
- 愛人マンションII（1987年、TBS） - メイ 役
- 銀河テレビ小説「お父さん入門」（1988年、NHK総合）
- ウルトラマンをつくった男たち 星の林に月の舟（1989年3月21日、TBS）
- 大河ドラマ（NHK総合）
  - 翔ぶが如く 第1部 第2話 - 第8話（1990年） - 西郷 俊（隆盛の先妻） 役
  - 元禄繚乱（1999年） - おまさ（大石内蔵助の愛妾） 役
  - 麒麟がくる（2020年） - 深芳野[22]役
- 木曜ゴールデンドラマ（よみうりテレビ）
  - 「喝采 演歌歌手とマネージャーの死闘は昇華された純愛だった」（1988年）
  - 「帰郷」（1988年） - 中国残留孤児・王慶英（佐藤保子の娘）の娘 役
- バカな女の結婚願望（1988年、TBS）
- 土曜ドラマスペシャル 向田邦子新春スペシャル「わが母の教えたまいし」（1989年、TBS）
- 水曜グランドロマン「他人の家」（1989年、日本テレビ）
- 土曜ドラマスペシャル「スティル・ライフ 霧子とマリエの犯罪的同棲生活」（1989年、TBS）
- 島田太郎氏の災難 （1989年、NHK総合）
- パパ!かっこつかないゼ（1990年7月5日 - 9月20日、フジテレビ） - ヒロイン・日下時子 役
- 新春ミステリースペシャル「花迷宮2 上海から来た女」（1991年、フジテレビ）
- 月曜ドラマスペシャル 向田邦子新春シリーズ「女正月」（1991年、TBS）
- 不思議サスペンス「幻を呼ぶ蛍姫・ひと夏の恋」（1991年、関西テレビ）
- 結婚したい男たち（1991年7月5日 - 9月20日、TBS） - 八木沢舞 役
- 年末ドラマスペシャル「続・蒲田行進曲 銀ちゃんが行く」（1991年、TBS）
- 世にも奇妙な物語（フジテレビ）
  - 「目覚まし時計」（1991年） - 北出友里子 役
  - 「震える愛」（1992年） - 佐久間竜子 役
  - 「ラブチェアー」（1993年） - 早乙女麦子 役
- 法医学教室の事件ファイル（1992年、テレビ朝日）
- 六つの離婚サスペンス「映子の選択」（1992年、関西テレビ）
- ノックノック（1992年、テレビ朝日）
- 東芝日曜劇場（TBS）
  - 「恋していました」（1992年、毎日放送）
  - 「お目にかかれてうれしいわ」（1993年、毎日放送）
- 土曜ドラマ（NHK総合）
  - 地球をダメにする50のかんたんな方法（1992年） - 畑良子 役
  - やけに弁の立つ弁護士が学校でほえる（2018年4月21日 - 5月26日） - 高城英子 役
- シングルハート（1992年、よみうりテレビ）
- 七つの離婚サスペンス 「美しい朝」（1993年、関西テレビ）
- 嘘つきは夫婦のはじまり（1993年4月14日 - 6月30日、日本テレビ） - ヒロイン・榊真澄 役
- 清左衛門残日録（NHK金曜時代劇）（1993年、NHK総合）
- 彼と彼女の事情（1994年、テレビ朝日）
- 智恵子抄（1994年、テレビ東京）
- 内館牧子新春ドラマ「転職ロックンロール 愛と栄光と両方は手に入んない!?」（1993年、テレビ朝日） - 美佐子 役
- 金曜エンタテイメント（フジテレビ）
  - 「愛という名の牢獄」（1996年）
  - 「松本清張スペシャル 火と汐」（1996年） - 芝村美弥子 役
- 火曜サスペンス劇場（日本テレビ）
  - 「待ち続けた女」（1996年） - なぎさ 役
  - 「母子誘拐」（2000年） - 毛利麻奈美 役
  - 「取調室14 血の海に震える指」（2001年） - ホステス・大木悠子 役
  - 20周年記念作品 浅見光彦SP「貴賓室の怪人」（2002年）
  - 「十字路 犯罪者の元妻に恋した刑事の焦燥」（2002年）
  - 「生死不明」（2003年） - 弘子 役
- 幻の光（1997年、WOWOW）
- もうひとつの心臓（1997年、フジテレビ）
- 木綿のハンカチ2〜ライトウインズ物語（1999年、NHK総合）
- 恋愛詐欺師 第8話（1999年、テレビ朝日）
- いい旅いい夢いい女・九州路（2000年、NHK総合）
- 泥棒家族（2000年12月20日、日本テレビ） - 奈津子 役
- 日本テレビシナリオ登竜門2000「The Last 10 months／10か月」（2000年、日本テレビ）
- 至上の恋（2001年、NHK総合）
- 月曜ミステリー劇場「弁護士 朝吹里矢子」（2001年 - 2005年、TBS） - 弁護士・朝吹里矢子 役
- 海図のない旅（2002年、NHK総合）
- 私立探偵 濱マイク 第4話「サクラサクヒ」（2002年、よみうりテレビ）
- 神戸発、尾道まで〜橋に恋した父の新幹線通勤物語〜（2002年、テレビ朝日）
- サイコドクター 第6話（2002年、日本テレビ）
- はんなり菊太郎〜京・公事宿事件帳（2002年 - 2007年、NHK総合） - お信 役
- こんな病気がふえてきた（2002年、関西テレビ）
- 女子刑務所東三号棟5「囚われ地獄の塀の中、今日も女の熱い戦いが…」（2003年9月25日、TBS）
- 水曜女と愛とミステリー「異端の夏～誘拐事件発生! 子供の命を救えるか?」（2003年1月22日、テレビ東京） - 康子 役
- 警視庁鑑識班2004（2004年、日本テレビ）
- 離婚弁護士（フジテレビ）
  - 第1シリーズ 第9話（2004年） - 葉山留美 役
  - 第2シリーズ 第11話（2005年）
- あいくるしい（2005年、TBS）
- 秘太刀 馬の骨（2005年、NHK総合） - 浅沼杉江 役 / ナレーション兼任
- 浅井署長シリーズ　函館強盗殺人事件（2007年、フジテレビ）
- 再生の町（2009年、NHK総合）
- 土曜ワイド劇場「再捜査刑事・片岡悠介」（2010年3月13日 - 、テレビ朝日） - 警視庁捜査一課の刑事・榎本香織 役
- 大阪ラブ&ソウル この国で生きること（2010年11月6日、NHK総合） - 安田雅恵 役
- 相棒 season9 第10話「聖戦」（2011年1月1日、テレビ朝日） - 富田寿子 役
- IS（アイエス）〜男でも女でもない性〜（2011年、テレビ東京） - 星野陽子 役
- 愛・命 〜新宿歌舞伎町駆け込み寺〜（2011年12月17日、テレビ朝日） - 平山安枝 役
- 連続テレビ小説 梅ちゃん先生（2012年4月 - 9月、NHK総合） - 下村芳子 役
- 黒の女教師（2012年7月 - 9月、TBS） - 芹沢恵子 役
- 梅ちゃん先生〜結婚できない男と女スペシャル〜（2012年10月13日 - 20日、NHK BSプレミアム） - 下村芳子 役
- ただいま母さん（2013年2月24日、NHK BSプレミアム）
- スペシャリスト（テレビ朝日） - 姉小路千波 役
  - スペシャリスト（2013年5月18日）
  - スペシャリスト2（2014年3月8日）
  - スペシャリスト3（2015年2月28日）
  - スペシャリスト4（2015年12月12日）
  - スペシャリスト（2016年1月 - 3月）
- 斉藤さん2（2013年7月13日 - 9月21日、日本テレビ） - 玉井眞美 役
- 妻たちの新幹線（2014年10月13日、NHK名古屋） - 島豊子 役[23]
- LIVE! LOVE! SING!〜生きて愛して歌うこと〜（2015年3月10日、NHK総合） - 岡里ミドリ 役
- ようこそ、わが家へ（2015年4月13日 - 6月15日、フジテレビ） - 倉田珪子 役
- 愛おしくて（2016年1月12日 - 3月1日、NHK総合） - 水上紙音 役
- マザー・強行犯係の女〜傍聞き〜（2016年4月20日、テレビ東京） - 羽角啓子 役
- カインとアベル（2016年10月17日 - 12月19日、フジテレビ） - 高田桃子 役
- 定年女子（2017年7月9日 - 8月27日、NHK BSプレミアム） - 主演・深山麻子 役
- オー・ルーシー!（2017年9月16日、NHK総合） - 綾子 役
- 刑事ゼロ 第9話（2019年3月2日、テレビ朝日） - 藤林経子 役
- 連続ドラマW そして、生きる（2019年8月4日 - 9月8日、WOWOW） - 清水美智子 役
- おカネの切れ目が恋のはじまり（2020年9月15日 - 10月6日、TBS） - 九鬼サチ 役[24]
- 犬神家の一族（2023年4月22日・29日、NHK BSプレミアム・BS4K） - 犬神竹子 役[25]

### 配信ドラマ
- パチンコ（2022年3月25日全世界配信、Apple TV+）-悦子役

### ラジオ
- 南果歩 Fの時間（1995年 - 1996年、TOKYO-FM）
- 岡田惠和 今宵、ロックバーで〜ドラマな人々の音楽談義〜　第312回（2020年2月16日、NHK-FM）[26]
- Changeの瞬間 〜がんサバイバーストーリー〜 （2021年2月28日・3月7日、朝日放送ラジオ）[27]

### ラジオドラマ
- ミッドナイト・ファンタジー・ドラマ　サヨナラおもちゃ箱（1987年8月17日 - 21日、NHK-FM）
- カフェテラスのふたり　青春９回裏（1987年9月28日 - 10月9日、NHK-FM）
- FMシアター （NHK-FM）
  - さよならおもちゃ箱 デラックス（1988年4月2日）
  - ラビリンス（1988年7月16日）
  - 月のこども（1989年5月13日）
  - 時子・21歳（1990年1月27日）
  - クラウディ（1992年10月24日）[28]
  - 淡路島へ（2010年6月26日）[29]
  - 残穢（2014年1月18日）[30]
  - シャッター（2022年3月5日）[31]
- 岩井俊二プロデュース 円都通信　SEEDS OF MOVIES「少女毛虫」（2004年9月9日 -、TOKYO-FM）

### CM
- ニッスイ
- 資生堂 ラステア
- サントリー ミス・ピーチ（曲：桃姫　唄：南果歩）、レッド
- ライオン
- 江崎グリコ ポッキー
- イトキン エスピエ
- 日本リーバ ポンズパーフェクト
- 花王 新グレイスソフィーナ
- スヴェンソン[32]

### 舞台
- ロミオとジュリエット（1986年）
- ガラスの仮面（1988年）
- 暗くなるまでまって（1992年）
- クラウド9（1995年）
- 幻の光（1996年、2002年）一人芝居
- ガラスの動物園（1997年）
- マクベス（1997年）
- 短編集（1999年）
- キレイ（2000年）
- グリークス（2000年）
- 母たちの国へ（2001年）
- アンチゴーヌ（2001年）
- 或る憂鬱（2001年）
- ミレナ（2002年）
- 涙の谷、銀河の丘（2003年）
- アンコントロール（2003年）
- メアリー・ステュアート（2005年）
- 混じりあうこと、消えること（2008年）
- 舞台『鉄人28号』（2009年）
- モリー・スウィーニー（2011年）
- パーマ屋スミレ（2012年）
- 日々の暮し方（2012年）
- 朗読劇 LOVE LETTERS（2013年） - メリッサ 役
- トーキョースラムエンジェルス（2014年）
- パーマ屋スミレ（2016年）
- 朗読劇 LOVE LETTERS（2016年） - メリッサ 役[33]
- ピーターと狼 for kids（2017年）
- フランス音楽と物語（2018年）
- オイディプスREXXX（2018年）
- あの出来事（2019年）
- COCOON PRODUCTION 2022 NINAGAWA MEMORIAL『パンドラの鐘』（2022年） - ピンカートン未亡人 役[34]
- 夏の夜の夢（2022年） - ティターニア 役[35]
- ハハキのアミュレット（2025年公演予定）・主演[36]

### 声の出演
- みいつけた!（2012年 - 、NHK Eテレ） - スミレさん役・イシウス役

### ナレーション
- 心に残る家（2002年 - 2006年、日本テレビ)
- ETV特集「チェーサーが終わる日　〜在日コリアン　世代を越える葛藤〜」（2023年8月19日、NHK Eテレ）[37]

## ディスコグラフィー

### 朗読関係
- 「SEEDS OF MOVIES 少女毛虫」（2006年、エイベックス・トラックス）
- 「オーディオドラマ源氏物語 瀬戸内寂聴 訳」　- 夕顔 役
- 「初夜・春の海へ」（2013年、e-Spirit Books）
- 「おとえほん日本昔話」（2018年、decibel）

### 歌唱関係
- 「プレヴェールに捧ぐ」 - アルバム「ゲンスブール・トリビュート'95」収録（1995年）。
- 「夕日にむかって」 - アルバム「それいけ!アンパンマン 人魚姫のなみだ」収録。島本須美とのデュエット（2000年）。

## 書籍
- 南果歩 すてきにセーター（1994年8月、雄鶏社）ISBN 978-4277112437
- 眠るまえに、お話ふたつ（2000年11月、講談社）ISBN 978-4062104005
- 瞬間幸福（2010年5月、文化出版局）ISBN 978-4579304295
- 乙女オバさん（2022年2月、小学館）ISBN 978-4093888486

### 写真集
- 果歩 南果歩写真集（1991年4月、安珠撮影、ファンハウス） ISBN 978-4847021794

## 受賞歴
- 1989年 第2回日刊スポーツ映画大賞 助演女優賞
- 1990年 日本映画テレビプロデューサー協会 エランドール新人賞
- 1990年 第32回ブルーリボン賞 助演女優賞
- 2005年 第19回高崎映画祭 最優秀助演女優賞
- 2012年 第12回バッカーズ演劇奨励賞